# Hörzing (Tittmoning)
Hörzing ist ein Stadtteil von Tittmoning im oberbayerischen Landkreis Traunstein. Der Weiler liegt circa zwei Kilometer südlich von Tittmoning.

## Baudenkmäler
Siehe auch: Liste der Baudenkmäler in Tittmoning#Weitere Ortsteile
- Bildstock aus dem 18. Jahrhundert